# Waleria Gorobets
Waleria Gorobets (ur. 17 grudnia 1996 w Warszawie) – polska aktorka telewizyjna i filmowa.

## Kariera
W 2015 zadebiutowała jako aktorka rolą fanki Mirka w serialu obyczajowym TVN Na Wspólnej. W kolejnych latach zagrała: pielęgniarkę w serialu TVP2 Na dobre i na złe (2020–2022), Ninę w serialu TVN 7 Papiery na szczęście (2021–2023), Igę Sawicką w serialu Polsatu Pierwsza miłość (od 2023) i Tamarę Stańczyk w serialu TVP1 Leśniczówka (2023–2024).
W 2023 ukończyła studia w Akademii Teatralnej im. Aleksandra Zelwerowicza w Warszawie. Jest aktorką Teatru Ateneum w Warszawie (spektakl To wiem na pewno).

## Filmografia

### Filmy i seriale
- 2015: Na Wspólnej – fanka Mirka (odc. 2052)
- 2019: Zakochani po uszy – Justyna (odc. 122–123)
- 2020: O mnie się nie martw – Weronika (odc. 165)
- 2020–2022: Na dobre i na złe – pielęgniarka
- 2020: Leśniczówka – dziewczyna (odc. 258)
- 2021: Ojciec Mateusz – Larisa (odc. 320)
- 2021: Komisarz Alex – punkówa (odc. 196)
- 2021: Dziewczyny z Dubaju – Roksana
- 2021: Na chwilę, na zawsze – makijażystka
- 2021: Kontrakt – Lili
- 2021–2023: Papiery na szczęście – Nina
- 2022: Szadź – Monika w młodości (odc. 15–17, 19–21)
- 2022: Gang Zielonej Rękawiczki – dziennikarka
- 2022: Bejbis – seksowna opiekunka
- 2022: Wygrać marzenia – pielęgniarka
- 2022: Zadra – klientka kawiarni
- 2022: Pod wiatr – Sasza
- 2022: Apokawixa – Aga
- 2022: Marta Grall – Miriam
- 2023: Znachor – pielęgniarka
- 2023: Wilk – Iga
- 2023: O psie, który jeździł koleją – wolontariuszka
- od 2023: Pierwsza miłość – Iga Sawicka
- 2023–2024: Leśniczówka – Tamara Stańczyk

Źródło: 

### Teatr
Debiutowała na deskach Teatru Ateneum w Warszawie, u boku Agaty Kuleszy i Przemysława Bluszcza w spektaklu ,,To wiem na pewno"